# Albrecht von Baden
Albrecht von Baden (* 25. Januar 1455 in Hachberg; † 23. Juli 1488 in Damme) war ein nicht regierender badischer Markgraf.

## Leben
Er war der zweite Sohn von Markgraf Karl I. von Baden und Katharina von Österreich.
Albrecht war an den Verhandlungen seines Vaters mit Markgraf Rudolf IV. von Hachberg-Sausenberg über eine Erbvereinigung der breisgauischen Besitzungen beider Häuser beteiligt, die allerdings erst 1490 von Rudolfs Sohn, Philipp und Albrechts Bruder Christoph ausgehandelt wurde.
Nach dem Tod des Vaters (1475) überließ er zunächst auf sechs Jahre seinem älteren Bruder Christoph alleine die Regierung als Markgraf. 1482 erfolgte unter Aufsicht des Markgrafen Rudolf IV. von Hachberg-Sausenberg eine Landesteilung. Albrecht erhielt dabei die Markgrafschaft Baden-Hachberg als Erbteil.
Allerdings gab Albrecht seinen Anteil gegen eine Rentenzahlung an Christoph zurück, so dass das Herrschaftsgebiet de facto ungeteilt blieb. Als Albrecht 1488 kinderlos starb, fiel Baden-Hachberg endgültig an Christoph zurück.
Am 16. Februar 1486 war Albrecht bei der Wahl von Erzherzog Maximilian in Frankfurt am Main zum römisch-deutschen König anwesend. Während der Krönungsfeierlichkeiten in Aachen gehörte Albrecht zu den 200 Adligen die zum Ritter geschlagen wurden.
Albrecht und sein Bruder Christoph unterstützten die Habsburger bei ihrem Kampf gegen den Aufstand in Flandern. Albrecht sollte mit seinen Truppen die Stadt Damme stürmen, wobei er von einer Kugel tödlich getroffen wurde.